# Xochipilli

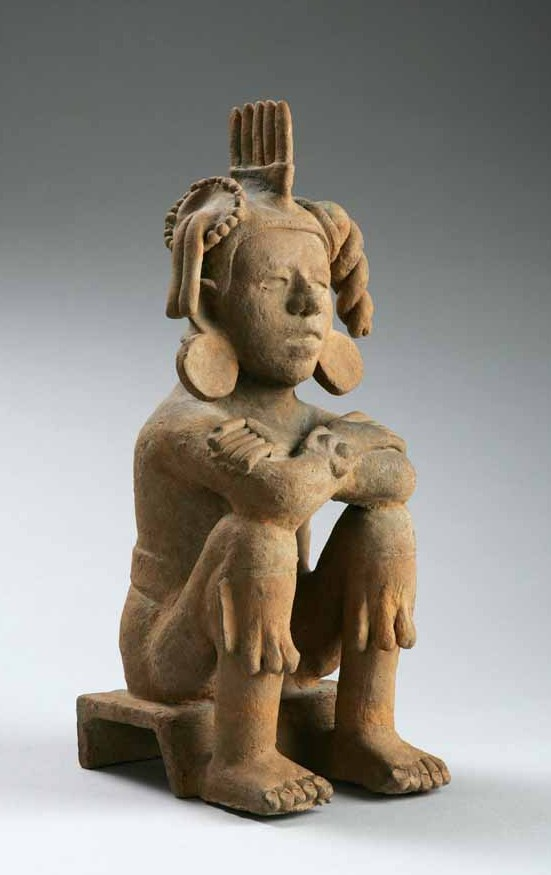
Xochipilli

Xochipilli (nah."książę kwiatów") – w mitologii Indian Mezoameryki opisywany jako bóg kukurydzy, młodych wschodzących roślin i kwiatów. Czczony także jako bóstwo gier, tańca, śpiewu oraz miłości, a także związany z homoseksualizmem i męską prostytucją. Patron 11 dnia miesiąca (Ozomahtli) kalendarza azteckiego, brat Xochiquetzal.
Posiadał także przydomek Macuilxóchitl (pięć kwiatów), jego żoną była aztecka bogini agawy Mayahuel. Na jego cześć obchodzono święto "Pożegnania Kwiatów" oznaczające szybkie nadejście mrozów i koniec wegetacji, podczas którego składano mu ofiary z ludzi.
Wiele wskazuje na to iż był także bogiem ekstazy i zachwytu, w połowie XIX wieku znaleziono na stanowisku archeologicznym w pobliżu wulkanu Popocatépetl w Meksyku posąg siedzącego Xochipilli z wyrytymi motywami roślin zawierających substancje psychoaktywne, były to grzyb psylocybinowy (Psilocybe aztecorum), tytoń szlachetny (Nicotiana tabacum), powój (Turbina corymbosa), sinicuichi (Heimia salicifolia), przypuszczalnie roślina zwana cacahuaxochitl (Quararibea funebris) oraz inna roślina dotychczas niezidentyfikowana.
Substancje halucynogenne zawarte w tych roślinach służyły prawdopodobnie celom religijnym, odurzony nimi kapłan mógł przepowiedzieć przyszłość lub nawiązać kontakt z duszami zmarłych przebywających w świecie podziemi Mictlanie.